# August Wilhelm von Hofmann
August Wilhelm von Hofmann (n. 8 aprilie 1818, Gießen, Hessa, Germania – d. 5 mai 1892, Berlin, Imperiul German) a fost un chimist german. După ce a studiat sub observarea lui Justus von Liebig la Universitatea din Giessen, Hofmann a devenit primul director al Colegiului Regal de Chimie din Londra, în 1845. În 1865 s-a întors în Germania pentru a accepta un post la Universitatea din Berlin ca profesor și cercetător. După întoarcerea sa, el a co-fondat Societatea Germană de Chimie (Deutsche Chemische Gesellschaft, 1867).
În Londra și Berlin, Hofmann a recreat stilul de laborator stabilit de Liebig la Giessen, promovând o școală chimică axată pe chimie organică experimentală și pe aplicații industriale. A primit Medalia Copley în anul 1875.

## Legături externe
- August Wilhelm von Hofmann la Find a Grave